# دي غرولش فيسته
ملعب دي غرولش فيسته (بالهولندية: De Grolsch Veste) هو ملعب لكرة قدم في إنسخيده، هولندا، وهو تابع لنادي تفينتي. يسع لجلوس 30,206 شخص. بني الملعب بين عامي 1997 و1998

## وصلات خارجية
- الموقع الرسمي

(بالهولندية)